# Echinoclathria digitiformis
Echinoclathria digitiformis är en svampdjursart som först beskrevs av R.W. Harold Row 1911.  Echinoclathria digitiformis ingår i släktet Echinoclathria och familjen Microcionidae. Inga underarter finns listade i Catalogue of Life.